# 鶴峯戊申
鶴峯 戊申（つるみね しげのぶ、天明8年7月22日（1788年8月23日） - 安政6年8月24日（1859年9月20日）は、江戸時代後期の国学者である。

## 名前
明治21年（1888年）11月5日発行の『襲国偽僣考』の奥付によれば、海西鶴峯戊申季尼（かいせい つるみねしげのぶ きじ）で、海西が号、季尼が字である。通称は左京、和左治、彦一郎。別の字に世霊、別の号に皐舎、中橋がある。

## 生涯
天明8年（1788年）、豊後国臼杵（現・大分県臼杵市）に八坂神社神主・鶴峯宜綱の子として生まれる。安政6年（1859年）に江戸で死去。享年72。
著作は多く、『襲国偽僣考』、『鍥木文字考』、『嘉永刪定神代文字考』、『天御柱考証』、『古義神代考』、『本教異聞』、『語学新書』、『臼杵小鑑』、『海防秘策乾巻』、『中将棊絹篩』などがある。とりわけ『語学新書』は、オランダ語文法書に倣って編纂したもので、近代的国語文法書の嚆矢とされる。

## 著作
- 『襲国偽僣考』
- 『鍥木文字考』
- 『嘉永刪定神代文字考』
- 『天御柱考証』
- 『古義神代考』
- 『本教異聞』
- 『語学新書』
- 『臼杵小鑑』
- 『海防秘策乾巻』
- 『中将棊絹篩』

## 襲国偽僣考
倭人の邪馬台国などの倭国は記紀の熊襲であり、卑弥呼はその国の女酋（女首長）であるという。また熊襲の国を襲国といい、その元号の痕跡が『麗気記私抄』、『海東諸国記』、『如是院年代記』などにあるとして、九州年号としてまとめた。しかし、これらが金石文として出土した例はなく、一般には後世の偽作と考えられる。
| 開始年 ユリウス暦 | 元号名 | 如是院   | 干支 | 和暦     | 襲国年    |
| ----------------- | ------ | -------- | ---- | -------- | --------- |
| 522               | 善記   | 善記     | 壬寅 | 継体16年 | 襲国元年  |
| 526               | 正和   | 正和     | 丙午 | 継体20年 |           |
| 531               | 殷到   | 教到     | 辛亥 | 継体25年 |           |
| 536               | 僧聴   | 僧聴     | 丙辰 | 宣化 1年 | 襲国15年  |
| 541               | 明要   | 明要     | 辛酉 | 欽明 2年 | 襲国20年  |
| 552               | 貴楽   | 貴楽     | 壬申 | 欽明13年 |           |
| 554               | 法清   | 法清     | 甲戌 | 欽明15年 |           |
| 558               | 兄弟   | 兄弟     | 戊寅 | 欽明19年 |           |
| 559               | 蔵和   | 蔵和     | 己卯 | 欽明20年 |           |
| 564               | 師安   | 師安     | 甲申 | 欽明25年 |           |
| 565               | 知僧   | 知僧     | 乙酉 | 欽明26年 |           |
| 570               | 金光   | 金光     | 庚寅 | 欽明31年 |           |
| 576               | 賢棲   | 賢称     | 丙申 | 敏達 5年 | 襲国50年  |
| 581               | 鏡常   | 鏡常     | 辛丑 | 敏達10年 |           |
| 585               | 勝照   | 勝照     | 乙巳 | 敏達14年 |           |
| 589               | 端政   | 端改     | 己酉 | 崇峻 2年 | 襲国68年  |
| 594               | 吉貴   | 吉貴     | 甲寅 | 推古 2年 | 襲国73年  |
| 601               | 願転   | 願転     | 辛酉 | 推古 9年 |           |
| 605               | 光元   | 光充     | 乙丑 | 推古13年 |           |
| 611               | 定居   | 定居     | 辛未 | 推古19年 |           |
| 618               | 倭京   | 和景縄   | 戊寅 | 推古26年 |           |
| 623               | 仁王   | （なし） | 癸未 | 推古31年 |           |
| 629               | 聖聴   | 聖徳     | 己丑 | 舒明 1年 | 襲国108年 |
| 635               | 僧要   | 僧要     | 乙未 | 舒明 7年 |           |
| 640               | 命長   | 命長     | 庚子 | 舒明12年 |           |
| 652               | 常色   | 常色     | 丁未 | 孝徳 3年 | 襲国132年 |
| 655               | 白雉   | 白雉     | 壬子 | 孝徳 8年 |           |
| 673               | 朱雀   | 朱雀     | 甲申 | 天武12年 | 襲国152年 |
| 695               | 大和   | （なし） | 乙未 | 持統 9年 | 襲国174年 |
| 698               | 大長   | 大長     | 戊戌 | 文武 2年 | 襲国177年 |

- 『如是院年代記』では斉明7年（661年）が白鳳元年